# 2004年文学

## 出版物
- 《达芬奇密码》，丹·布朗（「特製插圖版」再版）
- 《911事件调查报告》
- 《群 (小說)》（Der Schwarm）
- 《玛土萨拉的阴谋》
- 《墓地的故事》
- 《狐狸精的圣书》
- 《衬衫》
- 《丧犬的远吠》
- 《命运之人》
- 《玻璃之槌》
- 《我那伤心妓女的回忆》
- 《荷马，伊里亚德》
- 《丛林女王的神秘火焰》
- 《往事并不如烟》
- 《中国农民调查》
- 《狼图腾》
- 《羊肉爐不是故意的》（LogyDog）

### 漫画
- 《淘气的尼古拉》
- 《黄毛狄多幅》
- 布烈克和莫提美探险系列
- 蓝弗在星际系列

## 奖项
- 诺贝尔文学奖：耶利内克（Elfriede Jelinek，奥地利）
  - 小说和戏剧具有音乐般的韵律，充满激情的语言揭示了社会上陈腐现象
- 俄罗斯布克奖：阿克肖诺夫的《伏尔泰信男与伏尔泰信女》
- 日本芥川赏：綿矢莉莎，金原瞳
- 塞万提斯文学奖：桑契兹·费洛西欧
- 西班牙行星文学奖：露西亚·艾瑟芭丽亚